# Peter Leko
Péter Lékó, madžarski šahovski velemojster, * 8. september 1979, Subotica Jugoslavija.
V juliju 2006 je bil šesti igralec sveta na FIDE lestvici z ratingom 2738, hkrati pa najboljši madžarski igralec.
Leta 2001 je Leko tesno premagal velemojstra Michaela Adamsa v osmih partijah Fischerjevega naključnega šaha na turnirju Mainz Chess Classic. S tem so ga nekateri pozdravili kot svetovnega prvaka v tej šahovski različici.
S podpisom »Praškega sporazuma« (pod vodstvom Yasserja Seirawana) so vrhunski šahisti izrazili namero, da združijo doslej ločeni tekmovanji za svetovnega šahovskega prvaka po verzijah FIDE in PCA. V kvalifikacijah v Dortmundu leta 2002 si je Leko z zmago zagotovil dvoboj proti Vladimirju Kramniku. 
Dvoboj je potekal od 25. septembra 2004 do 18. oktobra 2004 je v Švici. Šahista sta odigrala 14 partij. Rezultat je bil 7 : 7 ob štirih odločenih partijah in desetih remijih (2+ 2- 10=). Kramnik je v zadnji, izjemno dramatični partiji, premagal izzivalca, izenačil rezultat in tako obržal naslov. 
Leko je bil udeleženec Svetovnega šahovskega prvenstva 2005.